# エノールエーテル

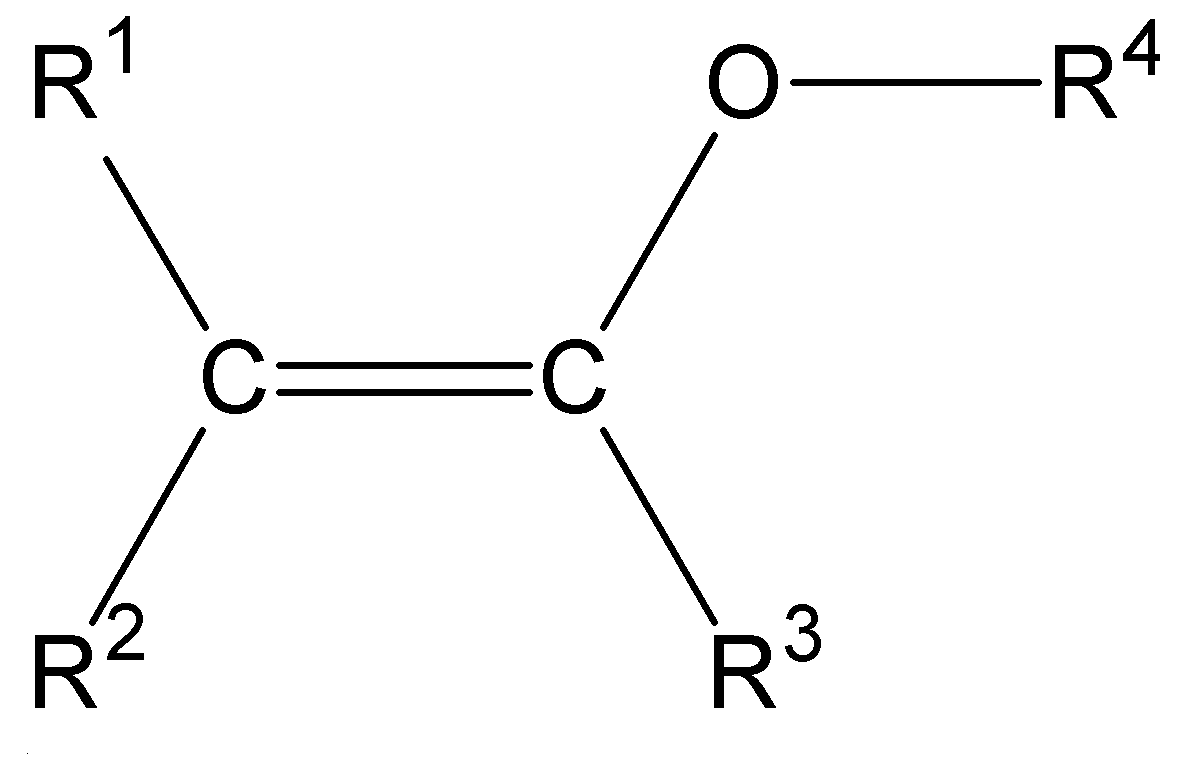
エノールエーテル基の構造

エノールエーテル(Enol ether)は、アルコキシ基が付加したアルケンである。一般式は、{\displaystyle R_{1}R_{2}C=CR_{3}-O-R_{4}}であり、ここでRは、アルキル基またはアリル基である。エノールエーテルとエナミンは、酸素原子が二重結合に電子を供出し、オキソニウムイオンと共鳴構造を取るため、いわゆる活性アルキンである。この性質により、ディールス・アルダー反応等の有機化学反応の反応基質となる。エノールエーテルは、エノールに対応するエーテルと考えることができるため、この名前で呼ばれる。メチルビニルエーテルや2,3-ジヒドロフランが簡単な例である。